# ابراهیم بیوگرادلیچ
ابراهیم بیوگرادلیچ (انگلیسی: Ibrahim Biogradlić؛ ۸ مارس ۱۹۳۱ – ۲۰ فوریهٔ ۲۰۱۵) بازیکن فوتبال و مربی فوتبال اهل یوگسلاوی بود.
از باشگاه‌هایی که در آن بازی کرده‌است می‌توان به باشگاه فوتبال سارایوو اشاره کرد که رکورددار بازی برای این تیم با ۶۴۶ بازی می‌باشد.
وی همچنین در تیم ملی فوتبال یوگسلاوی بازی کرده‌است و با این تیم در بازی‌های المپیک تابستانی ۱۹۵۶ به مدال نقره دست‌یافت.
وی همچنین به عنوان سرمربی، باشگاه فوتبال برق شیراز را قهرمان جام حذفی فوتبال ایران در سال ۱۳۷۶ کرد.
در ۲۰ فوریه ۲۰۱۵، به دنبال یک بیماری طولانی و در سن ۸۳ سالگی درگذشت.